# هارولد لوید
هارولد کلیتون لوید سینیور (انگلیسی: Harold Clayton Lloyd Sr.؛ زادهٔ ۲۰ آوریل ۱۸۹۳ – درگذشتهٔ ۸ مارس ۱۹۷۱) بازیگر، کمدین، فیلم‌نامه‌نویس، کارگردان، تهیه‌کننده و بدل‌کار آمریکایی بود که در تعداد فراوانی فیلم صامت کمدی بازی کرد.
لوید را به‌همراه چارلی چاپلین و باستر کیتون، یکی از تاثیرگذارترین کمدین‌های دوران سینمای صامت می‌دانند. لوید مابین سال‌های ۱۹۱۴ تا ۱۹۴۷ نزدیک به ۲۰۰ فیلم کمدی صامت و ناطق ساخت. پرسوناژ عینکی او، مردی خوش‌قریحه، بلندپرواز و زرنگ بود که با روح زمانه در دهه ۱۹۲۰ ایالات متحده مطابقت داشت.
فیلم‌های او اغلب حاوی «سکانس‌های هیجان‌انگیزی» از صحنه‌های تعقیب و گریز طولانی و اعمال فیزیکی جسورانه بود. هارولد لوید آویزان از عقربه‌های ساعت در بالای خیابان (که در واقع یک ترفند سینمایی بود) در فیلم ایمنی آخر از همه! (۱۹۲۳) یکی از ماندگارترین صحنه‌ها در تاریخ سینما محسوب می‌شود. وی با وجود اینکه در اوت ۱۹۱۹ در حین گرفتن چند عکس تبلیغاتی برای استودیوی روچ مجروح شده بود، خودش بدلکاری‌های خرد را انجام داد. سانحه‌ای در اثر انفجار یک بمب کوچک که لوید آن را با یکی از وسایل صحنه اشتباه گرفته بود، سبب از دست دادن انگشت شست و سبابه دست راست او شد (این آسیب‌دیدگیِ وی را در فیلم‌های آینده‌اش، با استفاده از یک دستکش مصنوعی خاص پنهان کردند و تقریباً در هیچ‌یک از فیلم‌هایش قابل تشخیص نیست).

## اوایل زندگی
لوید در ۲۰ آوریل ۱۸۹۳ در شهر بورچارد زاده شد. پدرش «جیمز دارسی لوید» و مادرش «سارا الیزابت فریزر» نام داشتند. نیاکان پدری او اهل ولز بودند. والدین وی در سال ۱۹۱۰، پس از چندین ورشکستگی تجاری پدرش، از هم جدا شدند و پدر به همراه پسرش به شهر سن دیگو در کالیفرنیا نقل مکان کردند. لوید از دوران کودکی در تئاتر بازی کرده بود و حوالی سال ۱۹۱۲ در کالیفرنیا، بازی در کمدی‌های کوتاه تک‌حلقه‌ای را در «کمپانی فیلم ادیسون» آغاز کرد.

## حرفه

### فیلم‌های کوتاه و بلند صامت
لوید با شرکت فیلمسازی توماس ادیسون کار می‌کرد و اولین نقشش، نقش کوتاه و جزئیِ یک سرخپوست یاکی در فیلم داستان راهب پیر بود. لوید در سن ۲۰ سالگی به لس آنجلس نقل مکان کرد و در چندین فیلم کمدی استودیو کی‌استون ایفای نقش نمود. یونیورسال پیکچرز نیز او را به عنوان سیاهی‌لشکر استخدام نمود و کمی بعد با فیلمساز آینده‌داری به نام هال روچ دوست شد. همکاری جدی ایندو در سال ۱۹۱۳ که هال روچ استودیوی خود را برپا کرد بود، آغاز شد. روچ و لوید «لوک تنها» را ساختند که تقلیدی از شخصیت چارلی چاپلین بود و قصد رقابت با آن را داشت.
لوید در سال ۱۹۱۴ ببه دنیلز را به عنوان بازیگر نقش مکمل استخدام کرد؛ و رابطه‌ای عاشقانه میان آن دو شکل گرفت؛ به نحوی که به یکی «پسره» و به آن دیگری «دختره» می‌گفتند. ببه دنیلز در سال ۱۹۱۹ لوید را ترک کرد تا به آرزوهای دراماتیک خود جامهٔ عمل بپوشاند. لوید در اواخر همان سال، میلدرد دیویس را جایگزین دنیلز کرد که بعدها با او ازدواج کرد. روچ به لوید توصیه کرده بود که هنرنمایی دیویس را در یک فیلم ببیند. گفته می‌شود که، لوید هر چه بیشتر بازی دیویس را دید، بیشتر مجذوب وی شد. در اولین واکنش، لوید با دیدن فیلمی از دیویس گفت که «او شبیه یک عروسک بزرگ فرانسوی است».

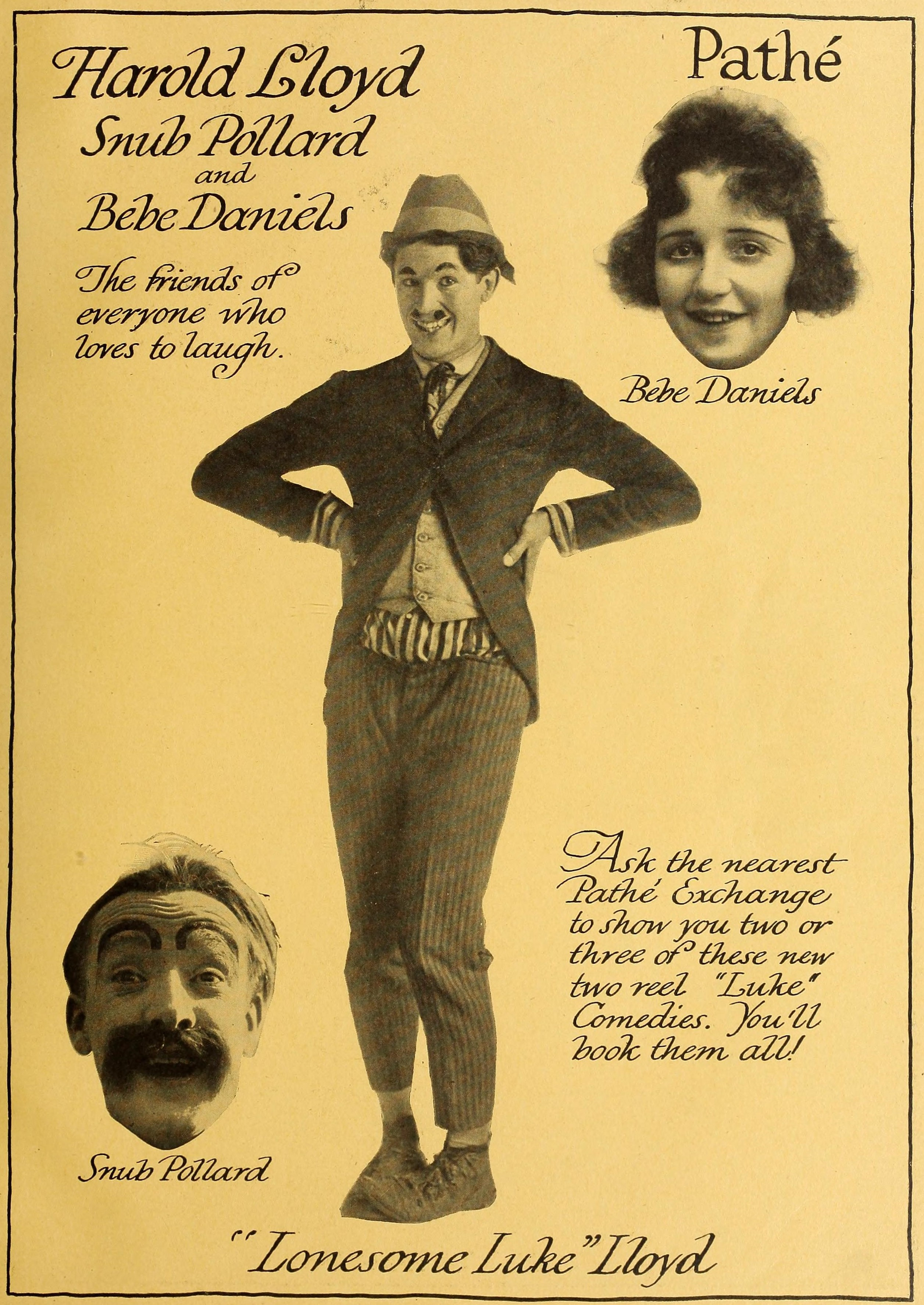
پوستر تبلیغاتی در سال ۱۹۱۷ که لوید را در نقش «لوک تنها» و در کنار اسناب پالرد و ببه دنیلز نشان می‌داد.

با فرا رسیدن ۱۹۱۸، لوید و روچ، پرسوناژ سینمایی او را فراتر از تقلیدِ صِرف از هم عصران خود بسط و پرورش دادند. لوید از شخصیت‌های تراژیک-کمیک دور شد و یک فرد معمولی را با اعتماد به‌نفسی تزلزل‌ناپذیر و خوش‌بینی به تصویر کشید. شخصیتی که لوید از آن به عنوان شخصیت «عینکی» خود یاد می‌کرد (که اغلب در فیلم‌های صامت، «هارولد» نامیده می‌شد) یک شخصیت کمدی بسیار پخته‌تر، با امکان و احتمال بالاتری جهت همدردی و عمق عاطفی-هیجانی بیشتری بود و مخاطبان آن زمان، بیشتر با آن هم‌ذات پنداری می‌نمودند. گفته می‌شود که پرسوناژ «عینکی» به پیشنهاد روچ ایجاد شد چرا که او معتقد بود هارولد آنقدر خوش‌تیپ است که نمی‌تواند بدون نوعی تغییر چهره، یک شخصیت کمدی از او ساخت. برای خلق شخصیت جدیدش، لوید یک عینک گرد با فریمی از جنش شاخ و بدون نمره به صورت زد اما لباس معمولی می‌پوشید. وی پیش‌تر، سبیل‌های تقلبی و لباس‌های گشادی به سبک چاپلین برای به‌تصویر کشیدن پرسوناژ «لوک تنها» می‌پوشید. او در گفتگویی در سال ۱۹۶۲ با هری ریزنر گفت: «وقتی آن عینک را به چهره زدم، کم و بیش مقولهٔ دیگری شدم، زیرا تبدیل به یک آدمیزاد گردیدم. کسی که نظیر او را در همسایگی خود یا آن طرف خیابان می‌ممکن است ببینید، اما در عین حال هنوز هم می‌توانستم تمام کارهای جنون‌آمیز پیشین را انجام دهم، با این تفاوت که این بار، باورپذیرتر بود. حرکات و اعمالی که طبیعی می‌نمودند و داستان‌هایی که باورپذیرتر بودند.»
برخلاف بسیاری از شخصیت‌های دوران کمدی صامت، پرسوناژ «هارولد» هرگز در تفکر قالبی اجتماعی خاصی قرار نگرفت و کلیشه نشد، اما او همیشه در تلاش بود تا بیش از پیش مورد پذیرش واقع شده و در کارش موفق باشد. در چند سال اول شروع کار این شخصیت سینمایی، او طبقات اجتماعی متعددی را، از یک ولگرد گرسنه در فیلم دست به دهان گرفته تا یک ثروتمند طراز اول جامعه در بچه‌های ناخدا کید، به تصویر کشید.

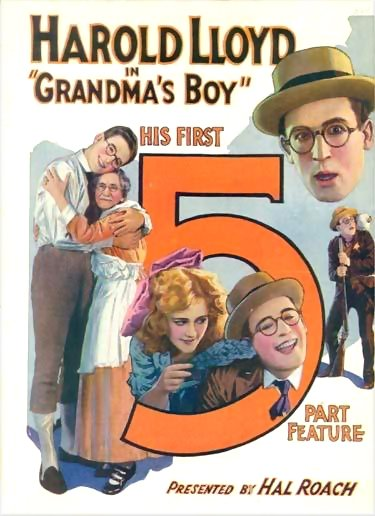
هارولد لوید در فیلم پسر مامان‌بزرگ (۱۹۲۲)

لوید در ۲۴ اوت ۱۹۱۹، در حالی که در «استودیوی عکاسی ویتزل» در لس آنجلس مشغول برداشتن چند عکس تبلیغاتی بود، چیزی را که فکر می‌کرد یک بمب قلابی صحنه باشد، در دست گرفت و آن را با یک سیگار روشن کرد. این بمب دستی واقعی، منفجر شد و دست راست او را متلاشی کرد و باعث شد لوید انگشت شست و سبابه‌اش را از دست بدهد. شدت انفجار به حدی بود که فیلمبردار و کارگردان صحنه در نزدیکی او نیز به شدت مجروح شدند. در واقع لوید در حال روشن کردن سیگار از فیوز بمب بود که این انفجار رخ داد و صورت و قفسهٔ سینه‌اش سوخت و چشمش نیز آسیب دید. با وجود نزدیکی انفجار به صورتش، بینایی‌اش دچار اختلال نشد. لوید در سال ۱۹۳۰ به یادآوری این سانحه گفت «فکر می‌کردم چنان ناتوان خواهم شد که دیگر هرگز نمی‌توانم به کارم برگردم. فکر نمی‌کردم که یک پانصدم سلامتی کنونی را داشته باشم. با این حال فکر می‌کردم زندگی ارزشمند است و ارزش زنده ماندن را دارد. هنوز هم اینطور فکر می‌کنم.»
روچ و لوید با آغاز سال ۱۹۲۱، از ساخت فیلم‌های کوتاه به ساخت کمدی‌های بلند روی آوردند. این آثار شامل فیلم تحسین‌شده پسر مامان‌بزرگ بود که (همراه با فیلم پسربچه چاپلین) یکی از پیشگامان ترکیب شخصیت‌پردازی‌های پیچیده با طنز سینمایی محسوب می‌شود به علاوهٔ فیلم بسیار محبوب ایمنی آخر از همه! (۱۹۲۳)، که چهرهٔ درخشان هنری لوید را تثبیت کرد (و قدیمی‌ترین فیلم در فهرست ۱۰۰ فیلم هیجان انگیز انستیتوی فیلم آمریکا است) و همچنین فیلم نگرانی چرا؟ (۱۹۲۳). اگرچه لوید در فیلم‌هایش بدل‌کاری‌های حرفه‌ای زیادی انجام داد، اما هاروی پری بدلکار او برای سکانس‌های خطرناک‌تر بود.
لوید و روچ در سال ۱۹۲۴ راه خود را از هم جدا کردند و لوید تهیه‌کننده مستقل فیلم‌های خودش شد. این فیلم‌ها عبارتند از: خجالتی، هارولد لوید به دانشگاه می‌رود (پرفروش‌ترین فیلم بلند صامت او)، برادر کوچک و اسپیدی (آخرین فیلم صامت او). فیلم استقبال از خطر (۱۹۲۹) در آغاز یک فیلم صامت بود اما لوید در آخرین مراحل تولید فیلم تصمیم گرفت تا آن را صدادار و با دیالوگ بازسازی کند. همه این فیلم‌ها بسیار موفق و سودآور بودند و لوید در نهایت تبدیل به پردرآمدترین بازیگر فیلم دهه‌های ۱۹۲۰ شد.

### فیلم‌های ناطق و گذار به آنها
لوید در سال ۱۹۲۴ شرکت تولید فیلم خود را به نام «شرکت فیلمسازی هارولد لوید» بنیان نهاد و فیلم‌هایش توسط شرکت‌های پتی و بعداً پارامونت پیکچرز و استودیو قرن بیستم توزیع و پخش شد. لوید یکی از اعضای مؤسس آکادمی علوم و هنرهای سینما هم بود.

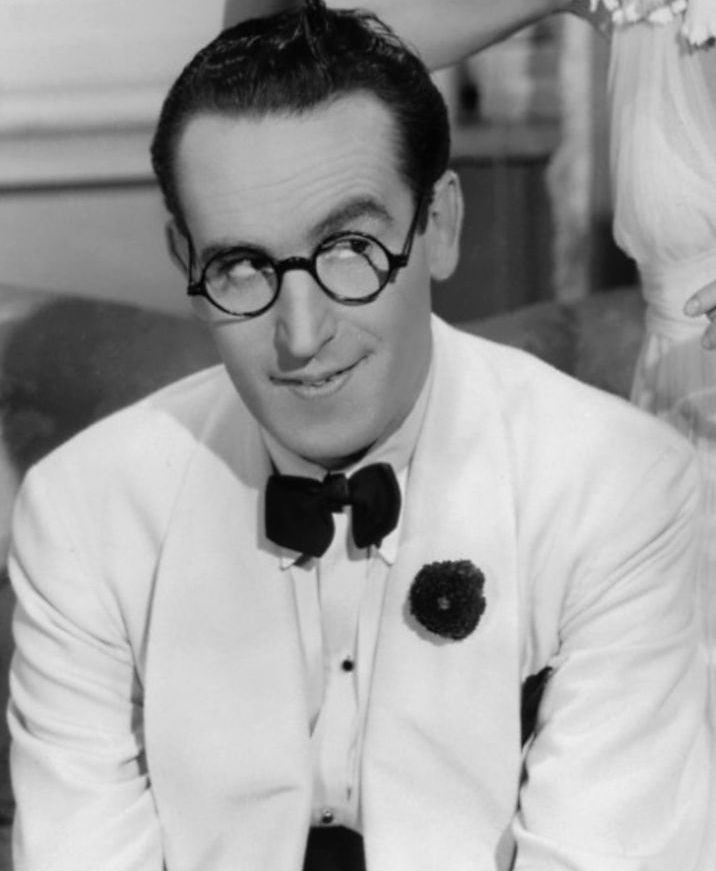
لوید در صحنه‌ای از فیلم راه شیری (۱۹۳۶)

استقبال از خطر که چند هفته قبل از شروع رکود بزرگ منتشر شد، موفقیت مالی فراوانی به ارمغان آورد و تماشاگران مشتاق شنیدن صدای لوید در فیلم بودند. نرخ تولید فیلم‌های لوید که در دهه ۱۹۲۰ میلادی، یک یا دو فیلم در سال بود، تا سال ۱۹۳۸، به تقریباً یک فیلم هر دوسال یک‌بار، کاهش یافت.
فیلم‌هایی که در این دوره منتشر شدند، عبارت‌اند از: پاها به جلو، با سناریوی مشابه با ایمنی آخر از همه! که در اوج فیلم، او را آویزان از یک آسمان‌خراش نشان می‌دهد. دیوانه سینما با هنرنمایی کنستانس کامینگز، پنجه گربه که یک کمدی سیاه سیاسی بود و یک عدول بزرگ برای لوید از رویهٔ همیشگی‌اش و سرانجام فیلم راه شیری، که تنها تلاش لوید در ساخت یک کمدی اسکروبال بود که در آن روزگار مُد روز محسوب می‌شد.
تا این مرحله، فیلم‌ها همگی توسط شرکت خودش تولید شده بودند. با این حال، شخصیت زرنگ و پُرجنب و جوش او با روحیات مخاطبان فیلمی که دچار رکود بزرگ دهه ۱۹۳۰ شده بودند، هم‌خوانی نداشت و ارتباطی برقرار نمی‌کرد. با افزایش فاصله زمانی بین انتشار فیلم‌ها، محبوبیت لوید رو به افول نهاد و سرمایهٔ شرکت تولید فیلمش نیز کاهش یافت. آخرین فیلم او در این دهه، مواظب باش پروفسور، توسط پارامونت ساخته شد و لوید تنها به‌عنوان بازیگر و سرمایه‌دار جزئی حضور یافت.
در ۲۳ مارس ۱۹۳۷، لوید زمین استودیوی خود، «شرکت فیلم‌سازی هارولد لوید»، را به کلیسای عیسی مسیح قدیسان آخرالزمان فروخت. این مکان امروزه مکان «معبد کالیفرنیای لس آنجلس» است.
لوید در اوایل دهه ۱۹۴۰ چند کمدی برای آر.کی.او رادیو پیکچرز تولید کرد، به عنوان مثال در سال ۱۹۴۱ فیلم «یک دختر، یک مرد و یک ملوان» لوسیل بال را تهیه کرد اما جدای این مورد، تا سال ۱۹۴۷ از سینما به‌دور بود. او در این مدت در یک فیلم دیگر نیز بازی کرد: گناه هارولد دیدلباک که ادای احترام بدفرجامی به زندگی حرفه ای خودش بود، به کارگردانی پرستون استرجیس و تهیه‌کنندگی هوارد هیوز. این فیلم ایده درخشانی داشت از دنبال نمودن شخصیت خوش‌بینِ عصر جازِ او در هارولد لوید به دانشگاه می‌رود تا سال‌های رکود بزرگ. گناه هارولد دیدلباک با صحنه‌هایی از هارولد لوید به دانشگاه می‌رود آغاز می‌شد (که حق‌الامتیازی ۵۰۰۰۰ دلاری برای لوید به‌همراه داشتند، دقیقاً مطابق با دستمزد بازیگرش در آن فیلم) و چهرهٔ لوید آنچنان جوان مانده بود که به خوبی با صحنه‌های قدیمی‌تر فیلم مطابقت داشت. لوید و استرجز تصورات متفاوتی از مفاد فیلم‌نامه داشتند و در طول فیلمبرداری اغلب با هم بگومگو می‌کردند. دغدغه لوید به‌ویژه آن بود که در حالی که استرجز ۴–۳ ماه را صرف یک‌سوم اولیهٔ فیلمنامه کرده بود، «دو سوم آخرش را تنها در یک هفته یا کمتر نوشت». نسخهٔ نهایی فیلم برای مدت کوتاهی در سال ۱۹۴۷ اکران شد و سپس توسط هیوز که تهیه‌کننده فیلم بود، کنار گذاشته شد. هیوز مجدداً نسخه کوتاه‌شدهٔ دیگری از فیلم را در سال ۱۹۵۱ از طریق آرکی‌او با نام جدید «چهارشنبه دیوانه» منتشر کرد. دون‌پنداری و کسرِ شأن هارولد لوید به حدی رسید که او از هوارد هیوز، شرکت کالیفرنیا و آرکی‌او پیکچرز برای خسارات وارده به شهرتش «به عنوان یک ستاره و شخصیت برجسته سینما» شکایت کرد و این دعاوی در نهایت با پرداخت ۳۰۰۰۰ دلار حل و فصل شد.

### رادیو و بازنشستگی
در اکتبر ۱۹۴۴، لوید به عنوان کارگردان و مجری یک مجموعهٔ گلچین رادیویی ان‌بی‌سی به نام «نمایش کمدی زرین قدیمی»، ظاهر شد. پرستون استرجیس از انجام این کار سرباز زده بود و به جای خود، لوید را توصیه کرده بود. این برنامه، اقتباس‌های رادیویی نیم ساعته‌ای از فیلم‌های کمدی‌های موفق اخیر بود که با داستان پام بیچ با هنرنمایی کلودت کولبرت و رابرت یانگ شروع شد.

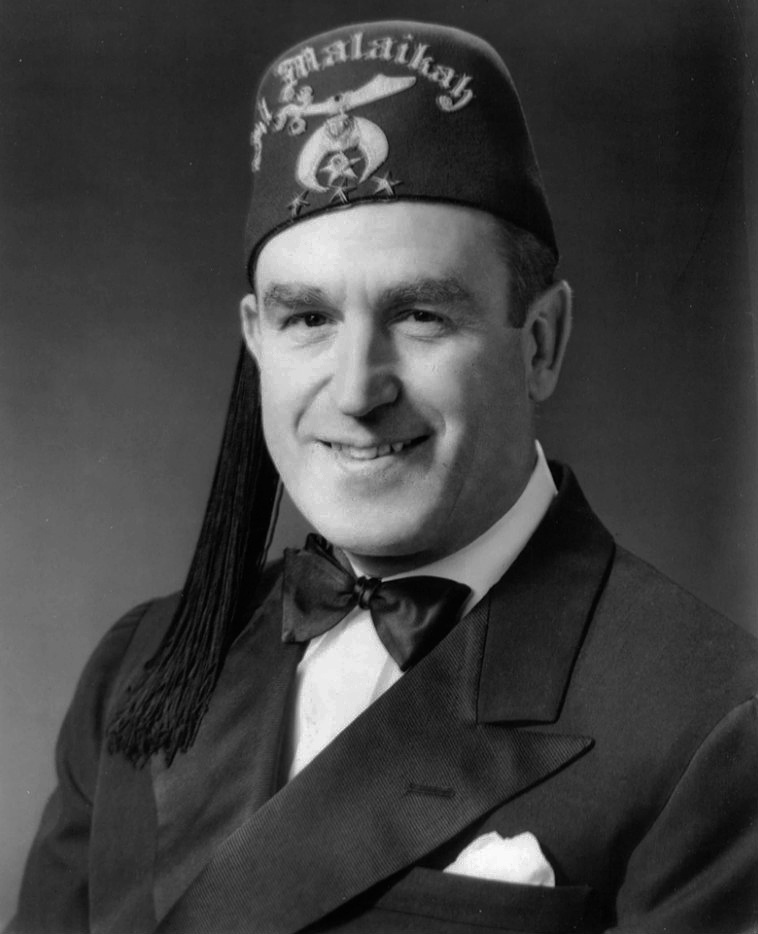
لوید در سال ۱۹۴۶، زمانی که به عضویت کمیته تبلیغات شراینرز منصوب شد.

برخی «نمایش کمدی زرین قدیمی» را نسخه ساده‌تری از «نمایش رادیویی لوکس» می‌دانستند که برخی از شناخته‌شده‌ترین شخصیت‌های سینمایی و رادیویی آن روزگار همچون فرد آلن، جون الیسون، لوسیل بال، رالف بلامی، لیندا دارنل، سوزان هیوارد، هربرت مارشال، دیک پاول، ادوارد جی. رابینسون، جین وایمن و آلن یانگ در آن حضور داشتند. اما زمان نیم ساعتی سریال - که به این معنی بود که نمایشنامه به شدت خلاصه و کوتاه شده‌است - و همچنین لحن و صدای لوید که در بیشتر قسمت‌ها، تا حدودی ناخوشایند به نظر می‌رسید (البته او پیش از پخش برنامه، چند هفته‌ای را صرف آموزش نحوه صحبت کردن و اجرا در رادیو کرده بود و در پایان مجموعه، آرام‌تر به نظر می‌رسید) احتمالاً به ضرر این مجموعه رادیویی تمام شد.
«نمایش کمدی زرین قدیمی» در ژوئن ۱۹۴۵ با اقتباسی از تام، دیک و هری با بازی جون آلیسون و رجینالد گاردینر به پایان رسید و دنبالهٔ آن ساخته نشد. سال‌ها بعد، صفحه‌های گرامافون ۲۹ نمایش‌نامه از این مجموعه در خانه لوید کشف شد و اکنون در میان مجموعه‌داران برنامه‌های رادیویی قدیمی، دست به دست می‌شود.
لوید همچنان درگیر برخی از علایق دیگرش از جمله کارهای مدنی و خیریه بود. او به شکرانهٔ بهبود و التیامی که از جراحات و سوختگی‌های جدی خود یافته بود، به عنوان یک فراماسون در «بیمارستان کودکان فلج شراینرز» فعالیت فراوانی داشت. او یکی از مقامات عالی سابق حرم الملائکه در لس آنجلس بود، و در نهایت طی سال ۱۹۴۹–۱۹۵۰ به‌عنوان رئیس این فرقه از فراماسون‌ها در آمریکای شمالی انتخاب شد. در مراسم معارفه برای سِـمَـت در ۲۵ ژوئیه ۱۹۴۹، ۹۰۰۰۰ نفر در «میدان سرباز» حضور داشتند، از جمله رئیس‌جمهور وقت ایالات متحده، هری اس. ترومن و نیز یک ماسون تشریفاتی اسکاتلندی رتبهٔ سی و سوم. به پاس قدردانی و سپاس از او بابت خدماتش به ملت و فراماسونری، لوید در سال ۱۹۵۵ میلادی، رتبه و نشان «فرماندهٔ افتخاری شوالیه بارگاه» را دریافت کرد و در سال ۱۹۶۵ یک «بازرس کل افتخاری رتبهٔ سی و سوم» شد.
او در طول بازنشستگی خود در چندین برنامه تلویزیونی در نقش خودش ظاهر شد. ابتدا در شوی رنگارنگ اد سالیوان به نام «به سلامتی شهر» در ۵ ژوئن ۱۹۴۹، و سپس بار دیگر در همین برنامه در ۶ ژوئیه ۱۹۵۸. او به عنوان «مهمان اسرارآمیز» در مسابقه تلویزیونی شغل من چیست؟ ظاهر شد. وی همچنین دو مرتبه در برنامه این زندگی شماست حضور یافت: یک بار برای مک سنت در ۲۶ آوریل ۱۹۵۳ و بار دیگر در برنامه ویژه خودش در ۱۰ مارس ۱۹۵۴. در هر دو قسمت این برنامه، مصدومیت دست لوید به وضوح قابل مشاهده بود.
در ۶ نوامبر ۱۹۵۶، نیویورک تایمز گزارش داد «زندگی حرفه‌ای لوید به تصویر کشیده خواهد شد». طبق این گزارش، لوید در اولین قدم، داستان زندگی خود را برای سایمون اند شوستر خواهد نوشت. سپس، فیلمی بر پایهٔ این زندگی‌نامه توسط جری والد برای استودیو قرن بیستم ساخته می‌شود که محدود به زندگی حرفه‌ای لوید خواهد بود. عنوان موقتِ آزمایشی برای هر دو فیلم «شخصیت عینکی» خواهد بود که اشاره‌ای به نشان خاص هارولد لوید است و به‌نوعی علامت تجاری وی محسوب می‌شد. هیچ‌کدام از این پروژه‌ها محقق نشد.
لوید دربارهٔ رنگ‌ها و ریزبینی مطالعه می‌کرد و در زمینهٔ عکاسی و به‌ویژه عکاسی سه‌بعدی و آزمایش‌های تجربی با فیلم‌های رنگی فعال بود. برخی از اولین آزمایش‌های تکنی‌کالر ۲ رنگی در خانه او در بورلی هیلز گرفته شد (برخی از این موارد، به عنوان حواشی و مطالب اضافی در مجموعه دی‌وی‌دی «کلکسیون کمدی‌های هارولد لوید» گنجانده شده‌است). او همچنین به خاطر گرفتن عکس‌های برهنه از مدل‌هایی مانند بتی پیج و دیکسی اوانز برای تعدادی از مجلات مردانه شناخته می‌شود. لوید همچنین عکس‌هایی از مریلین مونرو با لباس شنا در حال استراحت در استخر خود گرفت که پس از مرگ مرلین منتشر شد. در سال ۲۰۰۴، نوهٔ هارولد لوید «سوزان»، کتابی از برگزیده‌های عکس‌های او به نام «برهنه‌های سه‌بعدی هالیوودی هارولد لوید!» منتشر کرد. (شابک ‎۱−۵۷۹۱۲−۳۹۴−۵)
لوید همچنین مشوق و حامی تعدادی از بازیگران جوان‌تر، مانند دبی رینولدز، رابرت واگنر، و به ویژه جک لمون بود. جک لمون گزینهٔ خودِ هارولد لوید برای ایفای نقش او در فیلمی از حرفه و زندگی‌اش بود.

### علاقه مجدد

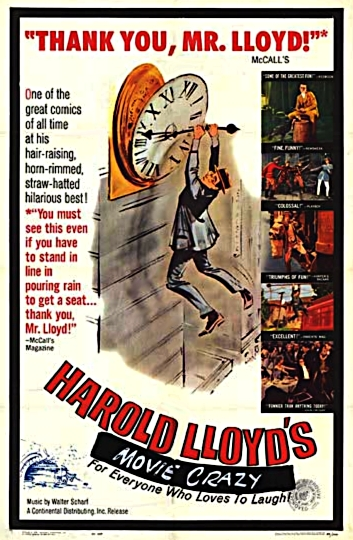
پوستر فیلم «دنیای کمدی»، مجموعه‌ای از کلیپ‌های لوید از دوران صامت و ناطق، ۱۹۶۲

لوید حق نشر بیشتر فیلم‌هایش را در اختیار داشت و پس از بازنشستگی به ندرت این فیلم‌ها را منتشر می‌کرد. او اجازه اکران مجدد سینمایی را نمی‌داد زیرا بیشتر سالن‌های نمایش نمی‌توانستند یک ارگ‌نواز را برای اجرای موسیقی فیلم‌هایش در اختیار بگیرند و لوید هم دوست نداشت که موسیقی فیلم‌ها با پیانو اجرا شود: «من دوست ندارم فیلم‌هایم با پیانو اجرا شود. از اولش هم آن را به قصد اجرا با پیانو نساختیم.» به‌طور مشابهی، فیلم‌های بلند او هرگز در تلویزیون پخش نشد، زیرا مبلغ درخواستی لوید بالا بود: «من برای دو بار نمایش هر فیلم ۳۰۰٬۰۰۰ دلار می‌خواهم. این قیمت بالایی است، اما اگر چنین مبلغی ندهند، اجازه نمایش آنها را نمی‌دهم. قیمت پیشنهادی آنها دارد به درخواست من نزدیک می‌شود، اما هنوز آن چیزی نشده که می‌خواهم». در نتیجه، شهرت و اقبال عمومی او در مقایسه با چاپلین و کیتون - که آثارشان عموماً به‌طور گسترده‌تری توزیع و اکران شد - لطمه دید. شخصیت فیلم لوید به قدری با دوران دهه ۱۹۲۰ گره خورده بود که تلاش برای احیای آن در دهه‌های ۱۹۴۰ و ۱۹۵۰ با استقبال ضعیفی مواجه شد، یعنی دورانی که مخاطبان آن، دهه ۱۹۲۰ (و به ویژه فیلم صامت) را قدیمی و از مُد افتاده می‌دانستند.
در اوایل دهه ۱۹۶۰، لوید دو فیلم تلفیقی تولید کرد که شامل صحنه‌هایی از کمدی‌های قدیمی‌اش، «دنیای کمدی هارولد لوید» و «جنبه خنده‌دار زندگی» بود. فیلم نخست در سال ۱۹۶۲ جشنواره فیلم کن نمایش داده شد، جایی که لوید به عنوان یک بازکشف بزرگ شناخته شد. علاقهٔ مجدد لوید به ادامه کارهای کمدی، او را در بازیابی جایگاهش در میان مورخان و منتقدان سینما یاری نمود. لوید در طول سال‌های پایانی زندگی، فیلم‌هایش را در رویدادهای خیریه و آموزشی ویژه‌ای برای تماشاگران به نمایش می‌گذاشت که مورد تحسین همگان قرار گرفت و اقبال ویژه‌ای در میان مخاطبان دانشگاهی یافت: «واکنش‌شان به فیلم‌ها فوق‌العاده بود، چرا که هیچ چیزی را از دست ندادند؛ هر شوخی ظریف و جزئی را بلافاصله می‌گرفتند.»

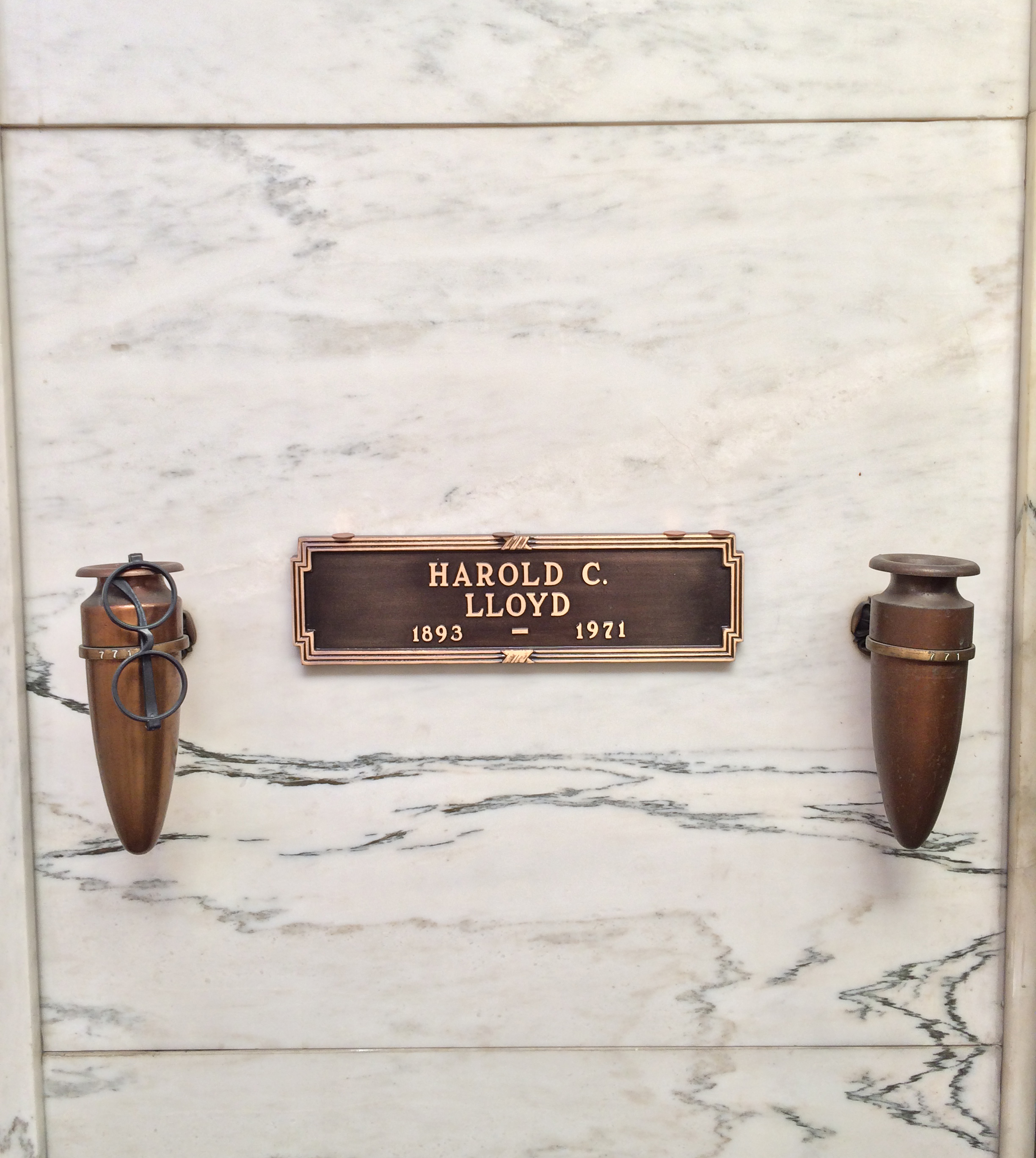
مقبره لوید در آرامگاه یادمانی «گریت مازلیوم» در آرامگاه فارست لان مموریال پارک

بعد از مرگ لوید و پس از مذاکرات فراوان، حق پخش بیشتر فیلم‌های بلند او در سال ۱۹۷۴ به شرکت تایم-لایف فیلمز اجاره داده شد. همان‌طور که تام داردیس نوشت: «تایم-لایف نسخه‌های موزیکال ناطقی از فیلم‌های صامت را با تدوین‌های بسیار بد و ضعیف آماده کرد، که قرار بود با سرعت درست [۲۴ فریم در ثانیه] در تلویزیون نمایش داده شوند و هر چیزی را که هارولد از وقوع آن می‌ترسید بر سر بهترین فیلم‌هایش آورد.» تایم-لایف این فیلم‌ها را به‌عنوان برنامه‌های تلویزیونی نیم ساعته با دو کلیپ در هر نمایش منتشر کرد. اینها اغلب نسخه‌های نصفه نیمه‌ای از فیلم‌های دو حلقه‌ای قدیمی بودند، اما گاهی شامل سکانس‌های اضافی از فیلم‌های بلندی چون ایمنی آخر از همه! (فیلم در سکانس «ساعت» تمام می‌شد) و فیلم پاها به جلو (صامت بود، اما با موسیقی والتر شارف از انتشار مجدد فیلم توسط خود لوید در دهه ۱۹۶۰ همراه بود) نیز می‌شدند! تایم-لایف چندین فیلم بلند را کم‌وبیش دست‌نخورده و با استفاده از برخی از قطعات موسیقی شارف که به سفارش لوید ساخته شده بودند، منتشر کرد. مجموعه کلیپ‌های تایم-لایف به جای میان‌نویس‌های رایج، یک راوی داشت. از راوی‌های مختلفی در سطح بین‌المللی استفاده شد. راوی نسخه‌های انگلیسی زبان هاردینگ کوردن بود.
مجموعه کمدی‌های تایم-لایف در طول دهه ۱۹۸۰ مکرراً توسط بی‌بی‌سی در بریتانیا بازپخش شد و در سال ۱۹۹۰ یک مستند تلویزیونی از «تیمز تله‌ویژن» به نام «هارولد لوید: نابغه سوم» توسط کوین براونلو و دیوید گیل ساخته شد و سپس دو مجموعه مشابه هم برای چارلی چاپلین و باستر کیتون تهیه گردید. کارل دیویس آهنگ جدیدی برای ایمنی آخر از همه! نوشت که در سال ۱۹۹۳ به‌طور همزمان با نمایش فیلم، توسط ارکستر ملی سلطنتی اسکاتلند به صورت زنده اجرا کرد و با تحسین فراوانی مواجه شد.
مستند کوین براونلو و دیوید گیل به عنوان بخشی از مجموعه «استادان آمریکایی» شبکه پی‌بی‌اس نمایش داده شد و علاقه دوباره‌ای به کار لوید در ایالات متحده ایجاد کرد، اما فیلم‌های اصلی عمدتاً در دسترس نبودند. در سال ۲۰۰۲، «بنیاد هارولد لوید» با انتشار کتاب «هارولد لوید: کمدین خبره» اثر جفری ونس و سوزان لوید و مجموعه‌ای از فیلم‌های بلند و کوتاه به نام «کمدی‌های کلاسیک هارولد لوید» به تهیه‌کنندگی این دو، نام هارولد لوید را دوباره بر سر زبان‌ها انداخت. نسخه‌های جدیدی از فیلم‌های بلند صامت او برای تلویزیون کابلی و ویدیوی خانگی، با موسیقی ارکسترال جدید اثر رابرت ایزرائیل بازسازی شد. امروزه این نسخه‌ها مکرراً در شبکه «تی‌سی‌ام» نمایش داده می‌شوند. شرکت نیو لاین سینما یک مجموعه دی‌وی‌دی از این نسخه‌های بازسازی‌شده از فیلم‌های بلند و کوتاه وی را با مشارکت «بنیاد هارولد لوید» در سال ۲۰۰۵ همزمان با اکران‌های سینمایی در ایالات متحده، کانادا و اروپا منتشر کرد. مجموعه کرایتریون متعاقباً حقوق پخش ویدیوی خانگی آثار لوید را به دست آورد و ایمنی آخر از همه!، هارولد لوید به دانشگاه می‌رود و اسپیدی را منتشر کرد.
جفری ونس مورخ سینما در ژوئن ۲۰۰۶ در کتاب «جشن فیلم‌های صامت» در حاشیهٔ اجرای ارکستر مجلسی لس آنجلس برای ایمنی آخر از همه! نوشت که «رابرت آ. گلدن»، دستیار کارگردان لوید، به‌طور معمول بین سال‌های ۱۹۲۱ تا ۱۹۲۷ به جای هارولد لوید بازی می‌کرد. به گفته ونس، گلدن در آن سکانسی که هارولد لوید پس از رفتن موش به داخل شلوارش از لبه ساختمان معلق و آویزان می‌شود، به جای لوید بازی کرده بود.

## زندگی شخصی
لوید در ۱۰ فوریه ۱۹۲۳ با بازیگر اصلی فیلم‌هایش میلدرد دیویس در لس آنجلس ازدواج کرد که با هم، دو فرزند به دنیا آوردند: گلوریا لوید (۱۹۲۳–۲۰۱۲) و هارولد کلیتون لوید جونیور (۱۹۳۱–۱۹۷۱). آنها همچنین گلوریا فریمن (۱۹۲۴–۱۹۸۶) را در سپتامبر ۱۹۳۰ به فرزندی پذیرفتند و نامش را به «مارجوری الیزابت لوید» تغییر دادند که البته بیشتر عمرش به نام «پگی» شناخته می‌شد. لوید، همسرش را از ادامه حرفه بازیگری منصرف کرد. او بعدها از این تصمیم عقب‌نشینی کرد اما دیگر دیر شده بود و فرصت‌های شغلی همسرش از دست رفته بود. میلدرد دیویس در ۱۸ اوت ۱۹۶۹، در بیمارستان سنت جان در سنتا مونیکا بر اثر سکتهٔ قلبی و تنها دو سال قبل از مرگ لوید درگذشت. اگرچه سن واقعی او را به‌صورت یک راز محفوظ نگه داشته شده بود، اما سخنگوی خانواده در آن زمان گفت که دیویس هنگام مرگ ۶۶ ساله است. پسرشان هارولد لوید جونیور هم سه ماه پس از پدرش بر اثر عوارض ناشی از سکته مغزی درگذشت.

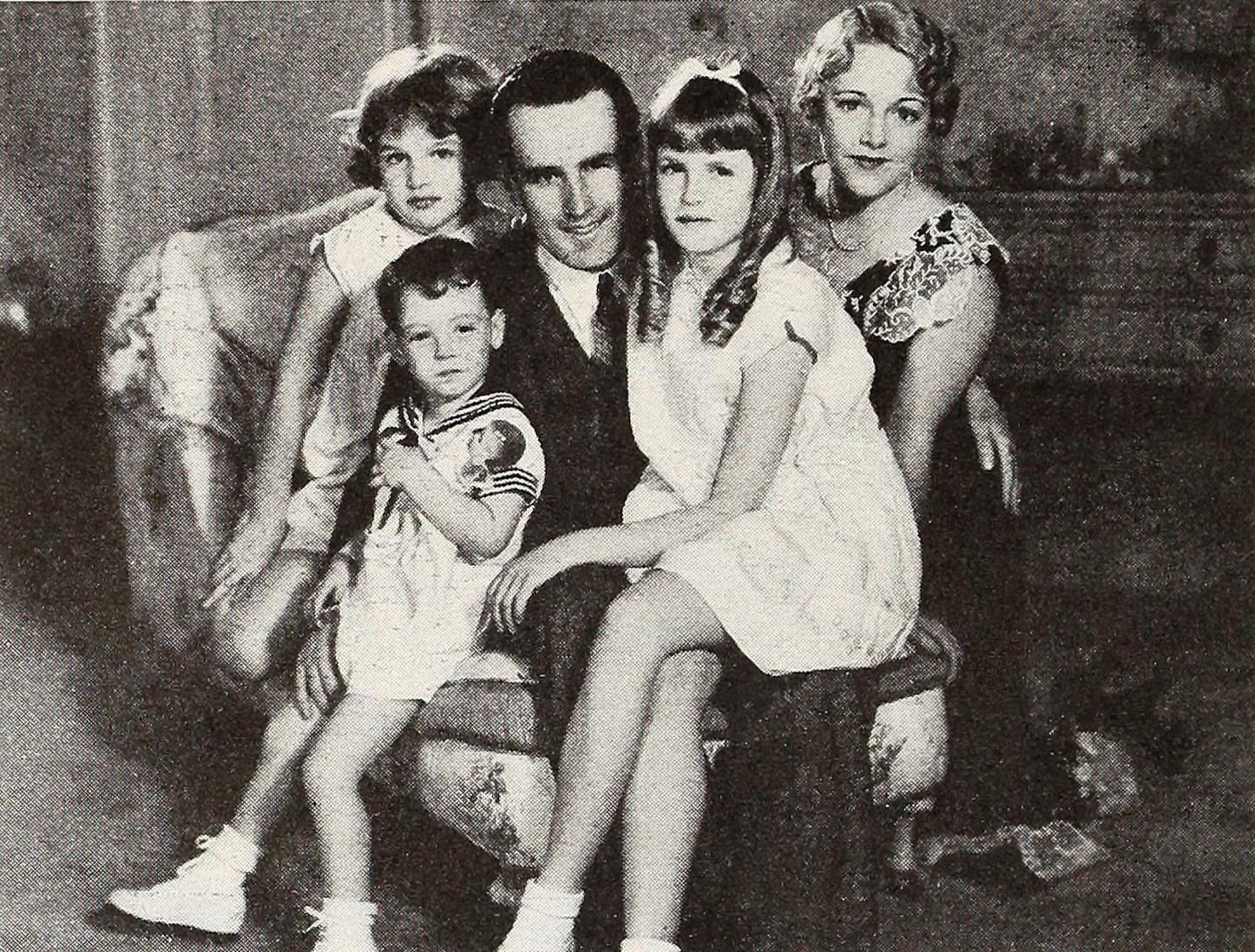
خانوادهٔ لوید در سال ۱۹۳۶ (چپ به راست): پگی، هارولد جونیور، هارولد گلوریا و میلدرد

لوید در سال ۱۹۲۵ و در اوج فعالیت سینمایی خود، وارد فراماسونری در لژ الکساندر همیلتون، پلاک ۵۳۵ هالیوود شد، و به سرعت در هر دو آیین یورک و آیین اسکاتلندی پیش رفت و سپس به حرم الملائکه (Al Malaikah Shrine) در لس آنجلس پیوست. او درجات «طاق خسروی» را نزد پدرش فراگرفته بود. در سال ۱۹۲۶، او یک فراماسون درجه سی و دوم آیین اسکاتلندی در استان لس آنجلس، کالیفرنیا شد. لوید بعدها با نشان فرماندهٔ افتخاری شوالیه بارگاه (KCCH) دست یافت و در نهایت عنوان بازرس کل افتخاری درجه سی و سوم به او اعطا شد.
خانه هارولد لوید در بورلی هیلز «گرین‌ایکرز» نام داشت و طی سال‌های ۱۹۲۶ تا ۱۹۲۹ ساخته شده بود که ۴۴ اتاق، ۲۶ دستشویی و حمام، ۱۲ آب‌نما، ۱۲ باغ، و یک زمین گلف ۹ سوراخه داشت. بخشی از مجموعهٔ شخصی فیلم‌های صامتش (که در آن زمان ۲ میلیون دلار ارزش داشت) در اوت ۱۹۴۳ در جریان آتش‌سوزی انبار فیلم شخصی‌اش، از بین رفت. هفت آتش‌نشان در اثر استنشاق گاز کلر ناشی از این آتش‌سوزی جان سپردند. خود لوید توسط همسرش نجات یافت که او را در حالی که در مقابل ورودی انبار فیلم از حال رفته بود، کشان کشان به بیرون خانه برد. آتش‌سوزی به خانه اصلی و ساختمان‌های بیرونی نرسید. خانواده لوید ابتدا تلاش کردند بنا به خواستهٔ هارولد، خانهٔ اصلی را به عنوان موزه تاریخ فیلم حفظ کنند، اما بعدها کل املاک را در سال ۱۹۷۵ به یک بسازوبفروش فروختند.
زمین‌های این ملک بزرگ، متعاقباً قطعه‌قطعه و تقسیم‌بندی شدند، اما خانه اصلی و باغ‌های املاک حفظ شدند که امروزه از آنها، برای جمع‌آوری کمک‌های مالی/مدنی و همچنین به‌عنوان محل تصویربرداری فیلم استفاده می‌شوند که به عنوان نمونه در فیلم‌هایی همانند وست‌ورلد و عزیز دیده می‌شوند. این خانه در ثبت ملی مکان‌های تاریخی ثبت شده‌است.

## درگذشت
لوید در ۸ مارس ۱۹۷۱ و در سن ۷۷ سالگی بر اثر سرطان پروستات در خانه گرین‌ایکرز در بورلی هیلز، کالیفرنیا درگذشت. او در سردابی در آرامگاه یادمانی «گریت مازلیوم» در فارست لان مموریال پارک در گلندیل کالیفرنیا به خاک سپردند. همبازی سابق او ببه دنیلز هشت روز پس از او و پسرش هارولد لوید جونیور سه ماه پس از او درگذشتند.

## افتخارها
در سال ۱۹۲۷، طی مراسمی در سالن نمایش چینی گرامن اثر دست، پا، امضا و طرحی کلی از فریم عینک معروفش (که در واقع یک عینک آفتابی با لنزهای برداشته شده بود) حفظ شد. این مراسم مستقیماً در مقابل «معبد ماسونی هالیوود»، که محل ملاقات لژ فراماسونی بود، برگزار شد.
از هارولد لوید در سال ۱۹۶۰ به خاطر مشارکتش در فیلم‌های سینمایی با اهدای ستاره ای در پیاده‌روی مشاهیر هالیوود واقع در شمارهٔ ۱۵۰۳ خیابان واین تجلیل شد. بار دیگر در سال ۱۹۹۴، از او با انتشار تصویری بر روی تمبر پستی که توسط کاریکاتوریست مشهور ال هرشفلد طراحی شده بود، تجلیل گردید.
در سال ۱۹۵۳، لوید جایزه اسکار افتخاری را با عنوان «کمدینی چیره‌دست و شهروندی خوب» دریافت کرد. استناد دوم، طعنه‌ای به چارلی چاپلین بود، که در آن مقطع به سبب اتهاماتش در رابطه با مک‌کارتیسم مورد انتقاد بود و ویزای ورودش به ایالات متحده لغو شده بود. صرف نظر از جنبهٔ سیاسی این جایزه، لوید با روحیه خوب آن را پذیرفت. مکان تولد لوید در شهر بورچارد ایالت نبراسکا به عنوان موزه حفظ شده و با گرفتن وقت قبلی، قابل بازدید است.

## صداپیشهٔ فارسی
عموماً ناصر طهماسب صداپیشهٔ اصلی هارولد لوید در زبان فارسی بوده‌است.

## گزیدهٔ فیلم‌شناسی
- دنیای کمدی هارولد لوید (۱۹۶۲)
- گناه هارولد دیدلباک (۱۹۴۷)
- مواظب باش پروفسور (۱۹۳۸)
- راه شیری (۱۹۳۶)
- پنجهٔ گربه (۱۹۳۴)
- دیوانه سینما (۱۹۳۲)
- پاها به جلو (۱۹۳۰)
- استقبال از خطر (۱۹۲۹)
- اسپیدی (۱۹۲۸)
- برادر کوچک (۱۹۲۷)
- محض رضای خدا (۱۹۲۶)
- دانشجوی سال اول (۱۹۲۵)
- مخمصه (۱۹۲۴)
- خجالتی (۱۹۲۴)
- نگرانی چرا؟ (۱۹۲۳)
- ایمنی آخر از همه! (۱۹۲۳)
- پسر مامان‌بزرگ (۱۹۲۲)
- یا همین حالا یا هیچ‌وقت (۱۹۲۱)
- بچه‌های ناخدا کید (۱۹۱۹)
- دست به دهان (۱۹۱۹)
- بزن به چاک (۱۹۱۸)
- از یک قماش (۱۹۱۷)

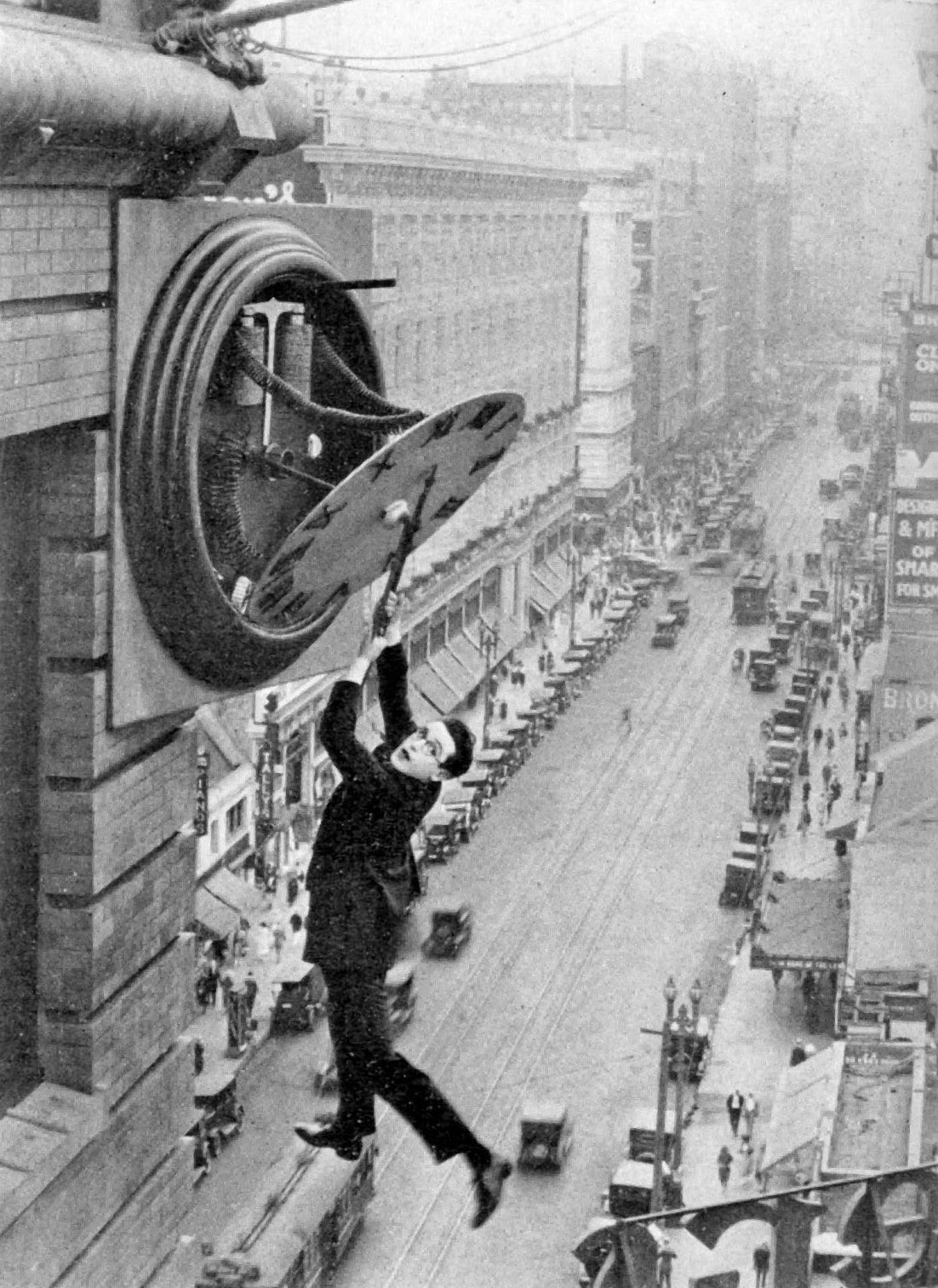
لوید آویزان از ساعت در فیلم ایمنی آخر از همه!. این صحنه یکی از مشهورترین صحنه‌های تاریخ سینمای جهان است.

- سامسون (۱۹۱۴) (نامش در عنوان‌بندی نیامده)
- داستان راهب پیر (۱۹۱۳)

## برای مطالعهٔ بیشتر
- Agee, James (2000) [1958]. "Comedy's Greatest Era" from Life magazine (9/5/1949), reprinted in Agee on Film. McDowell, Obolensky, Modern Library.
- Bengtson, John (2011). Silent Visions: Discovering Early Hollywood and New York Through the Films of Harold Lloyd. Santa Monica Press. ISBN 978-1-59580-888-2.
- Brownlow, Kevin (1976) [1968]. "Harold Lloyd" from The Parade's Gone By. Alfred A. Knopf, University of California Press.
- Byron, Stuart; Weis, Elizabeth (1977). The National Society of Film Critics on Movie Comedy. Grossman/Viking.
- Cahn, William (1964). Harold Lloyd's World of Comedy. Duell, Sloane & Pearce.
- D'Agostino, Annette M. (1994). Harold Lloyd: A Bio-Bibliography. Greenwood Press. ISBN 0-313-28986-7.
- Dale, Alan (2002). Comedy is a Man in Trouble: Slapstick In American Movies. University of Minnesota Press.
- Dardis, Tom (1983). Harold Lloyd: The Man on the Clock. Viking. ISBN 0-14-007555-0.
- Durgnat, Raymond (1970). "Self-Help with a Smile" from The Crazy Mirror: Hollywood Comedy and the American Image. Dell.
- Everson, William K. (1978). American Silent Film. Oxford University Press.
- Gilliatt, Penelope (1973). "Physicists" from Unholy Fools: Wits, Comics, Disturbers of the Peace. Viking.
- Hayes, Suzanne Lloyd (1992). 3-D Hollywood with Photography by Harold Lloyd. Simon & Schuster.
- Kerr, Walter (1990) [1975]. The Silent Clowns. Alfred A. Knopf, Da Capo Press.
- Lacourbe, Roland (1970). Harold Lloyd. Paris: Editions Seghers.
- Lahue, Kalton C. (1966). World of Laughter: The Motion Picture Comedy Short, 1910–1930. University of Oklahoma Press.
- Lloyd, Annette D'Agostino (2003). The Harold Lloyd Encyclopedia. McFarland & Company. ISBN 0-7864-1514-2.
- Lloyd, Annette D'Agostino (2009). Harold Lloyd: Magic in a Pair of Horn-Rimmed Glasses. BearManor Media. ISBN 978-1-59393-332-6.
- Lloyd, Harold; Stout, W. W. (1971) [1928]. An American Comedy. Dover.
- Lloyd, Suzanne (2004). Harold Lloyd's Hollywood Nudes in 3-D. Black Dog & Leventhal. ISBN 978-1-57912-394-9.
- Maltin, Leonard (1978). The Great Movie Comedians. Crown Publishers.
- Mast, Gerald (1979) [1973]. The Comic Mind: Comedy and the Movies. University of Chicago Press.
- McCaffrey, Donald W. (1968). 4 Great Comedians: Chaplin, Lloyd, Keaton, Langdon. A.S. Barnes.
- McCaffrey, Donald W. (1976). Three Classic Silent Screen Comedies Starring Harold Lloyd. Associated University Presses. ISBN 0-8386-1455-8.
- Mitchell, Glenn (2003). A–Z of Silent Film Comedy. B.T. Batsford Ltd.
- Reilly, Adam (1977). Harold Lloyd: The King of Daredevil Comedy. Macmillan. ISBN 0-02-601940-X.
- Robinson, David (1969). The Great Funnies: A History of Film Comedy. E.P. Dutton.
- Schickel, Richard (1974). Harold Lloyd: The Shape of Laughter. New York Graphic Society. ISBN 0-8212-0595-1.
- Vance, Jeffrey; Lloyd, Suzanne (2002). Harold Lloyd: Master Comedian. Harry N Abrams. ISBN 0-8109-1674-6.